# Hergenrath

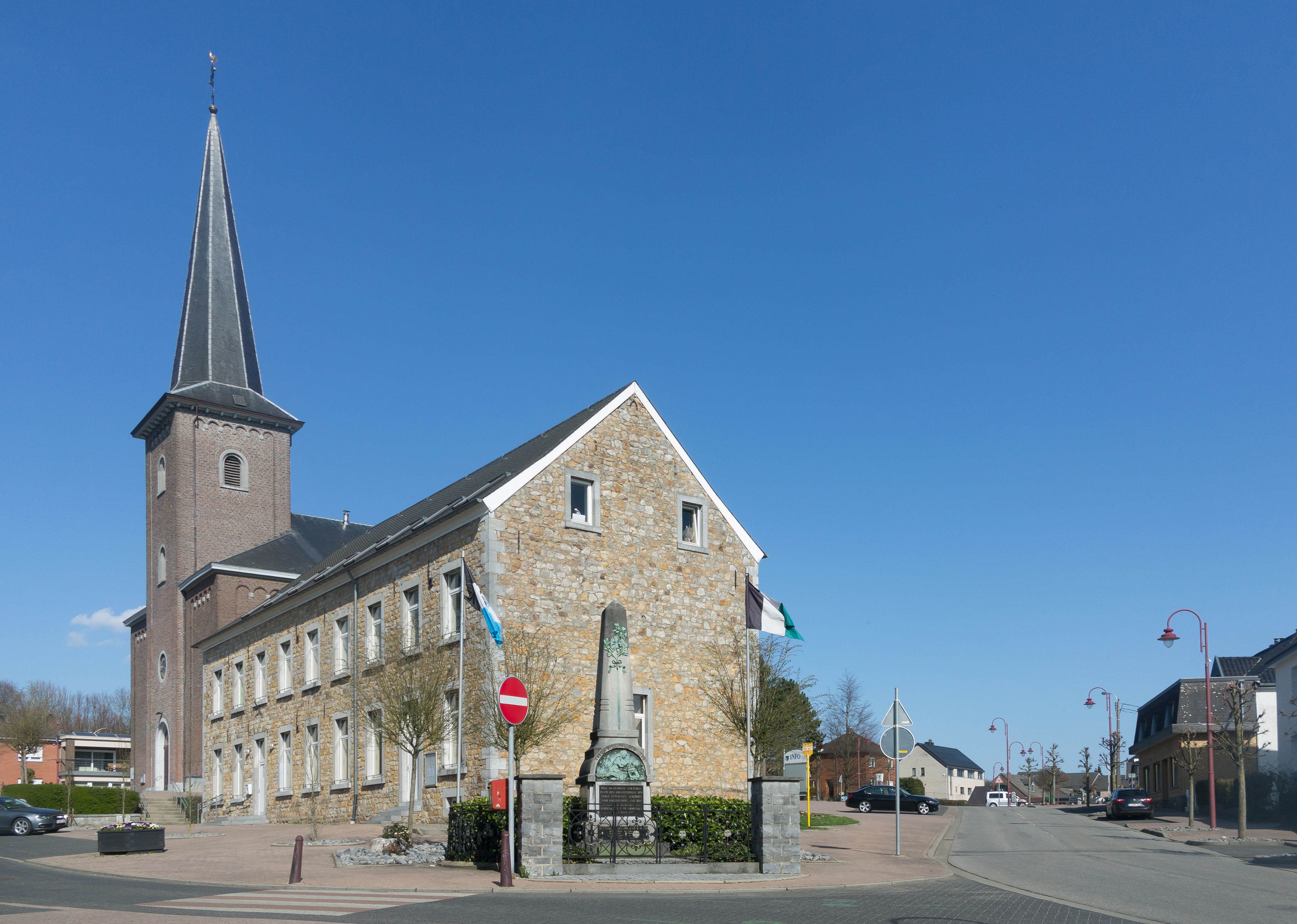
Die Kirche St. Martin mit dem Kulturheim und dem Weltkriegsdenkmal im Vordergrund

Hergenrath ist ein Dorf im Nordosten der Deutschsprachigen Gemeinschaft Belgiens, das zur Gemeinde Kelmis gehört. Zum 31. Dezember 2013 wohnten 2694 Menschen in Hergenrath.

## Geografie
Hergenrath liegt südöstlich der ebenfalls zur Gemeinde Kelmis gehörenden Ortschaften Kelmis und Neu-Moresnet und grenzt im Norden an die deutsche Stadt Aachen.

## Geschichte
Die früheste bekannte Nennung Hergenraths findet sich in einer Urkunde des Aachener Schöffengerichts vom 22. März 1280, in der von einem Gut bei „Heyenroth“ die Rede ist. Zur damaligen Zeit schuldete dieses Gut der Aachener Familie de Roza eine jährliche Roggen-Abgabe. Ebenfalls zu dieser Zeit existierten die Adelsfamilien „von Eyneberg“ (benannt nach der Eyneburg) und „von Hergenrath“ in der Gegend. Die heutige Hergenrather Pfarrkirche St. Martin entstand in den Jahren 1843 bis 1846.
Hergenrath gehörte ursprünglich zum Herzogtum Limburg und wurde infolge des Wiener Kongresses 1815 bis 1920 preußisch (Kreis Eupen) und gehört seit 1920 kraft des Versailler Vertrages zum Gouvernement Eupen-Malmedy und wurde 1925 in den belgischen Staatsverband eingegliedert. Seit 1956 gehört die Gemeinde zur Deutschsprachigen Gemeinschaft in Ostbelgien. Am 1. Januar 1977 wurde durch die Gemeindefusion Hergenrath sowie Neu-Moresnet nach Kelmis eingemeindet.

## Sprache
Neben dem in der Schule unterrichteten und in der Gemeinde gebräuchlichen Standarddeutsch spricht die Bevölkerung das regionale Platdiets, einen Limburgischen Dialekt.

## Kultur und Sehenswürdigkeiten

### Hammerbrücke
Die Hammerbrücke ist eine in ihrer ursprünglichen Form 1841–1843 erbaute Eisenbahnbrücke über das Göhltal zwischen Hergenrath und Hauset. Sie ist Teil der Bahnstrecke Lüttich–Aachen. Die Brücke wurde 1940/44 gesprengt, die Ruine durch ein Provisorium ergänzt und erst 1999 durch einen Neubau ersetzt.

### Eyneburg
Eine besondere Sehenswürdigkeit ist die Eyneburg, deren Ursprung im Hochmittelalter liegt.

### Wegekapelle
Die Kapelle auf dem Feldweg „Roter Pfuhl“ von der Altenberger Straße nach Kelmis-Neu-Moresnet (Schievenhövel) wurde lt. Tafel aufgestellt: 

„Zum Gedenken an Peter Arnold Frank, Gründer des Gnadenortes Eichschen in Moresnet. * 10-9-1741, † 29-11-1801. Errichtet 1978.“

 Das dortige Holzkreuz wurde 1980 vom Metzger Guido Pankert aus Hergenrath als Ersatz für  ein defektes Holzkreuz gespendet.

### Blumenkorso
Überregionale touristische Bedeutung erlangte Hergenrath alle zwei Jahre durch seinen Blumenkorso, einem Umzug mit blumengeschmückten Motivwagen, der 1955 erstmals durch die Straßen des Dorfes rollte und in seinen Hochzeiten bis zu 20.000 Besucher anlockte. Der Blumenkorso fand zum letzten Mal im Jahr 2014 statt.

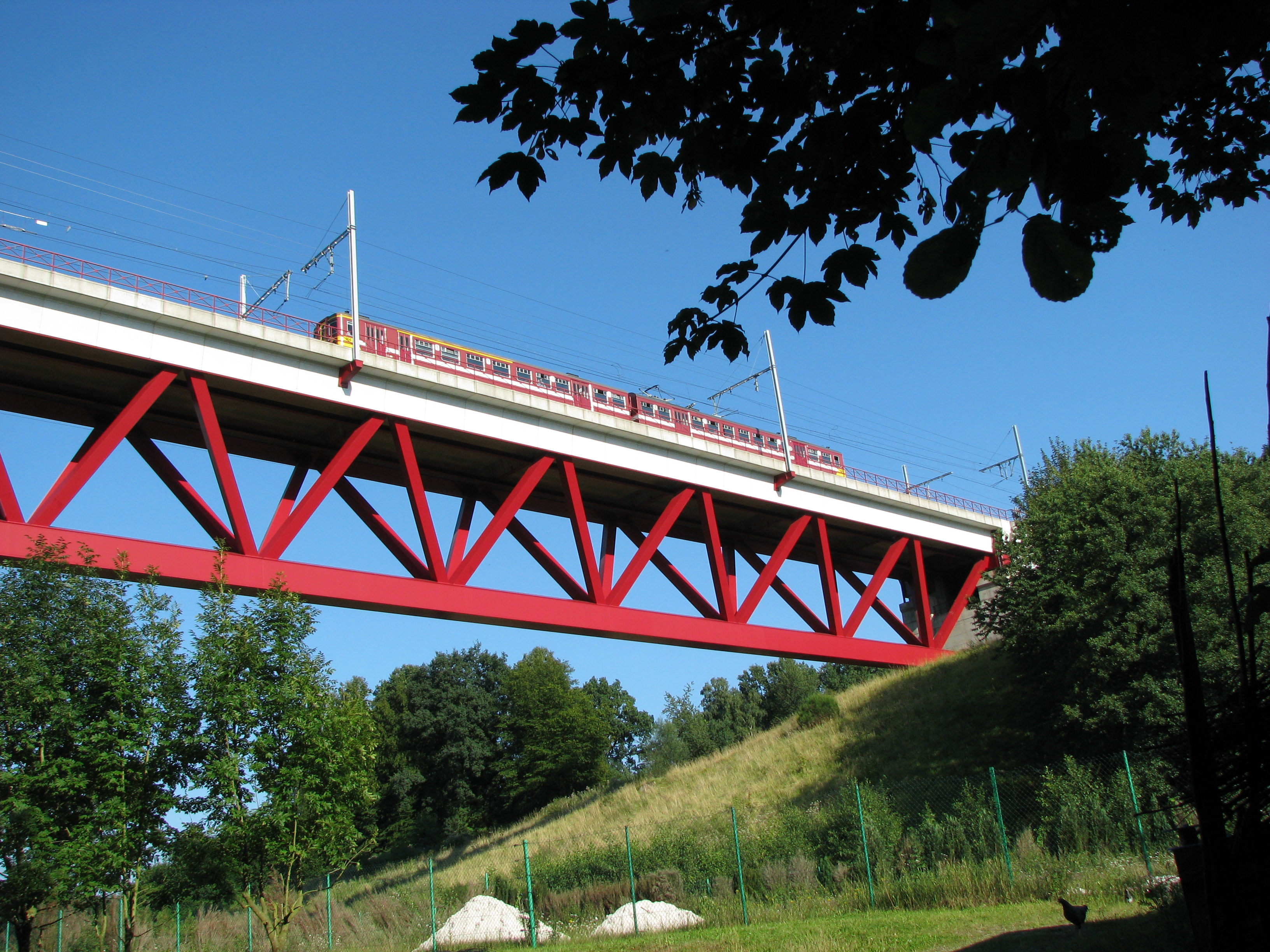
Die Hammerbrücke
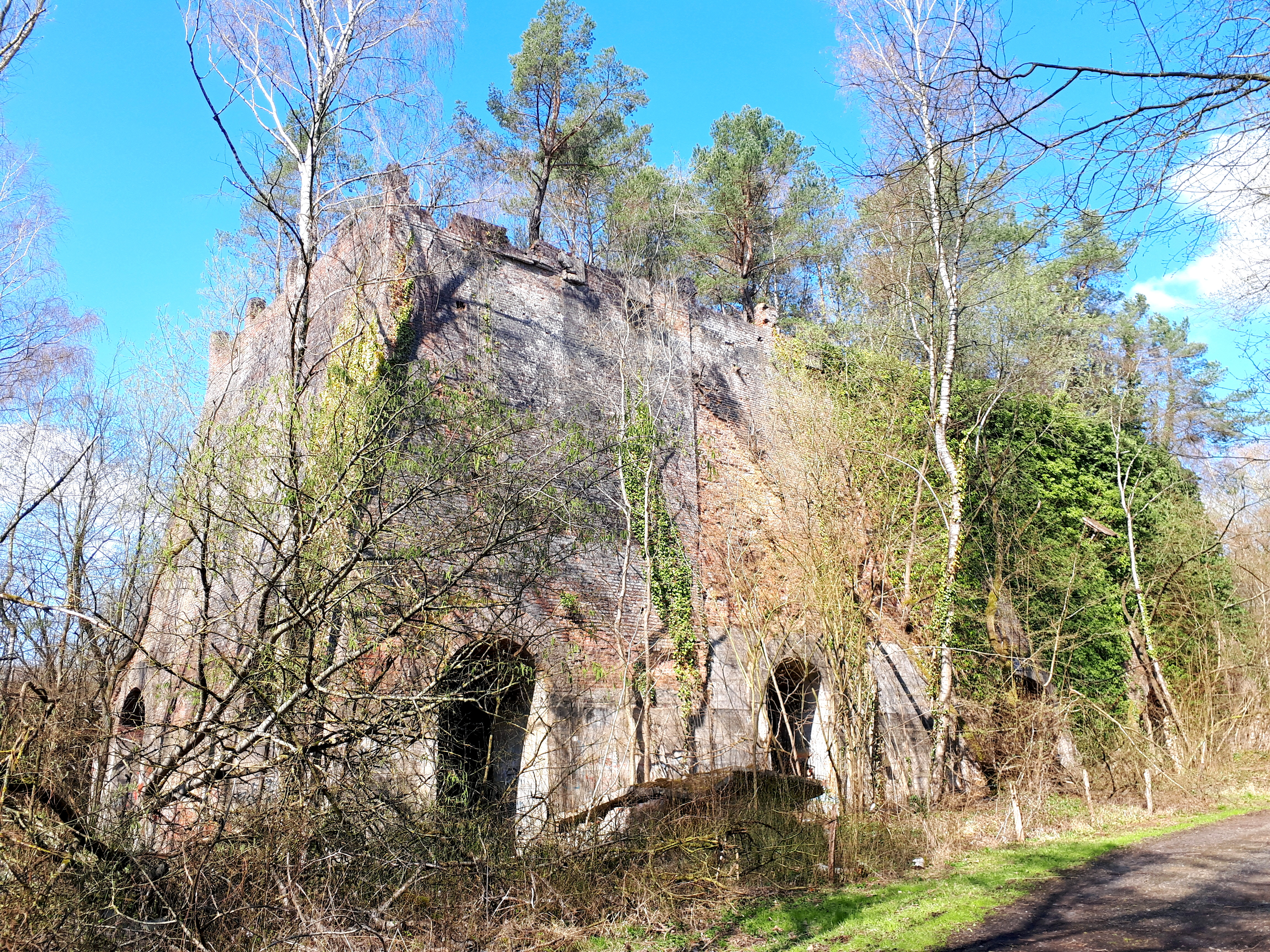
Kalkofen an der Hammerbrücke
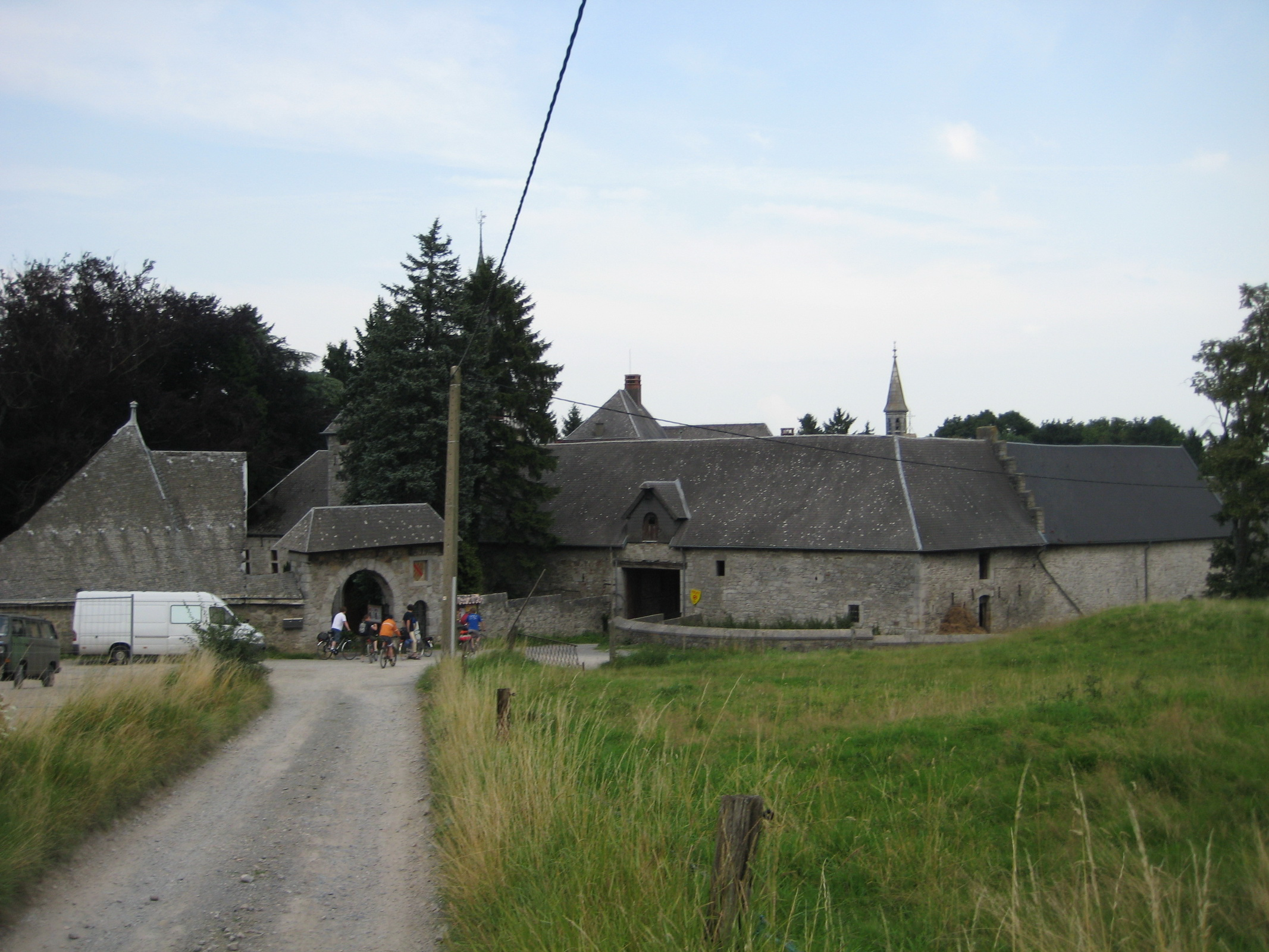
Die Eyneburg
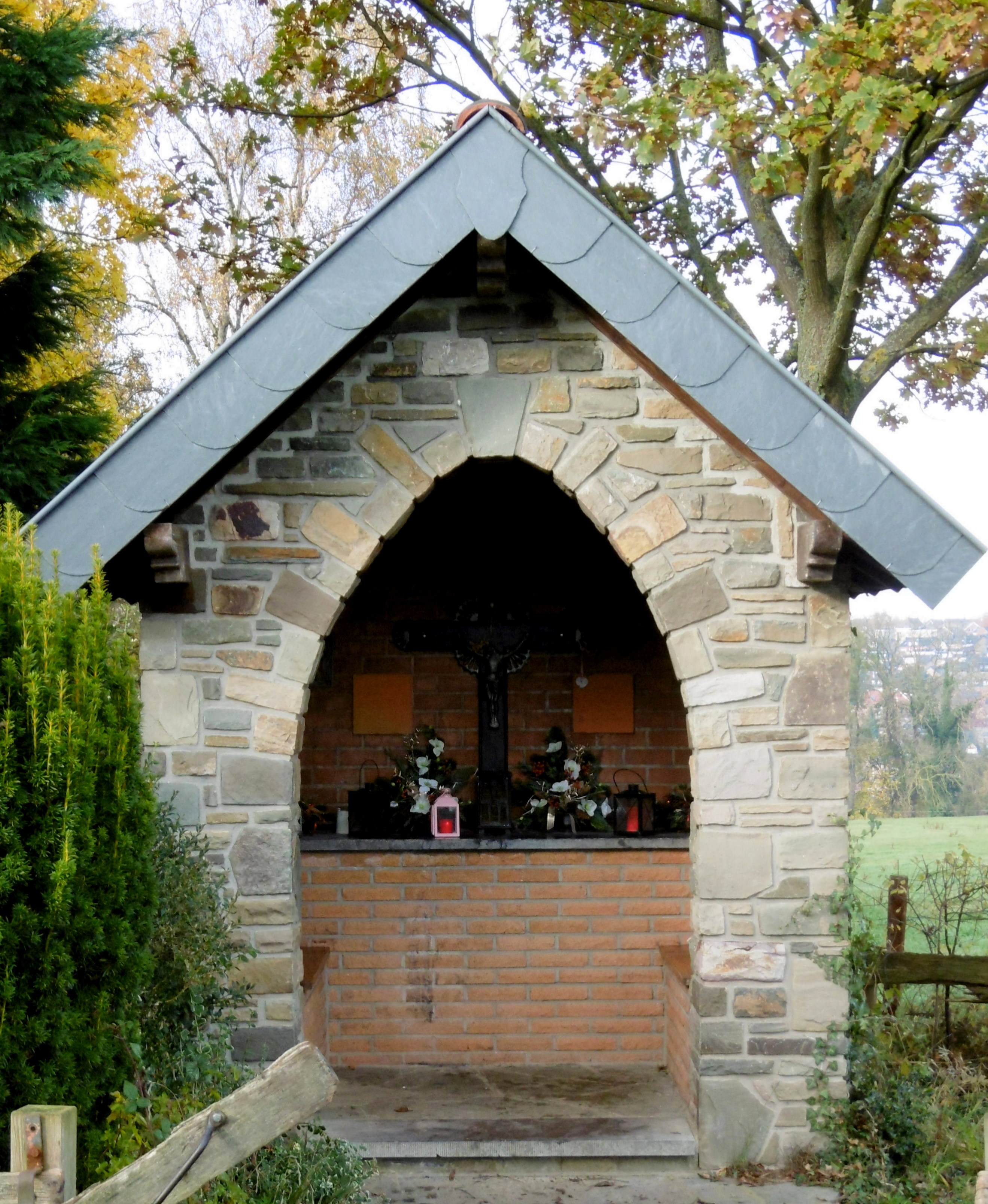
Arnold-Frank-Kapelle
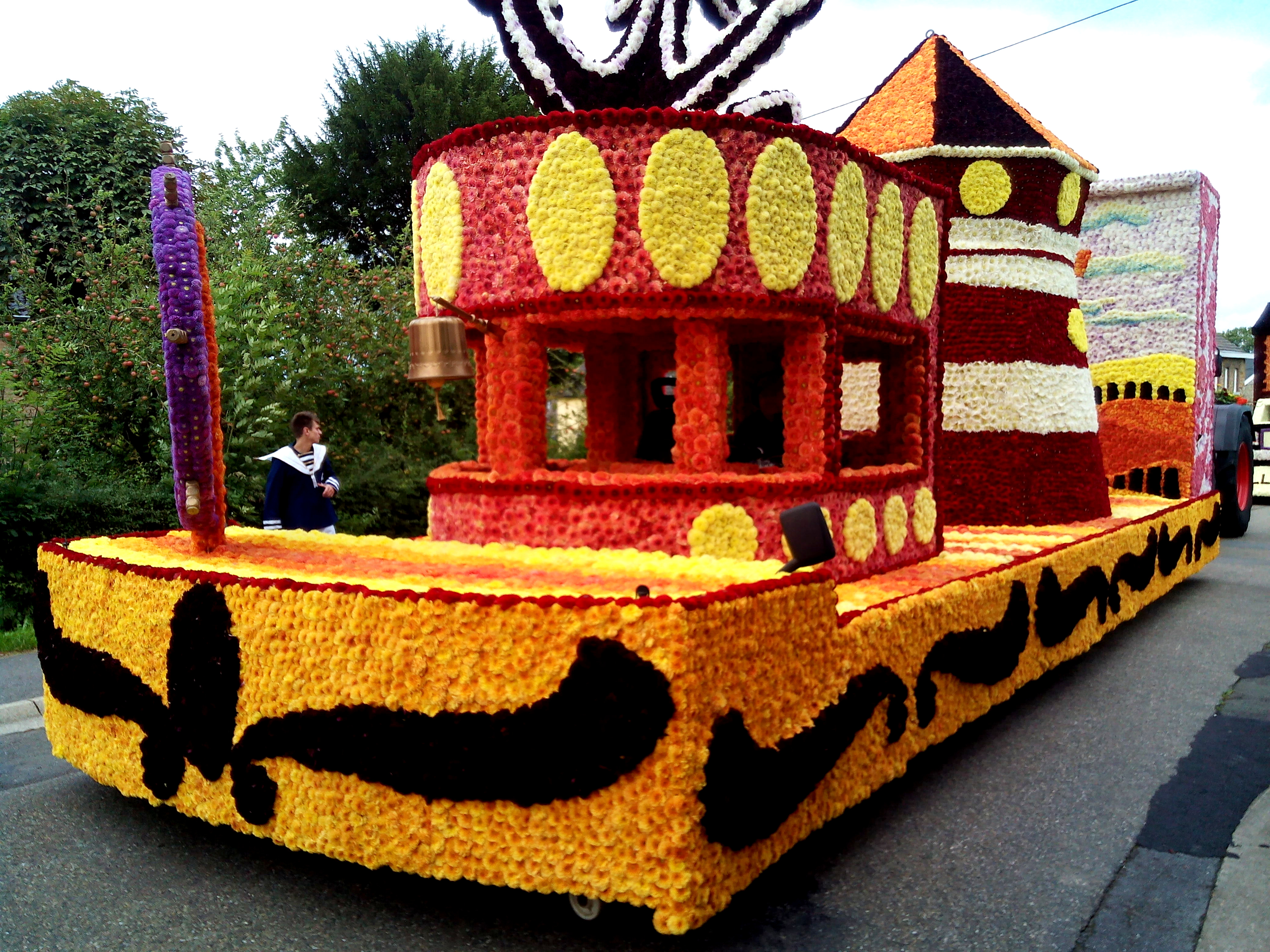
Hergenrather Blumenkorso (2009)

### Vereinsleben
Das ausgeprägte Vereinsleben der Ortschaft spielt sich vor allem im neben der Kirche gelegenen Kulturheim ab. Hervorzuheben ist die Kgl. Harmonie Hergenrath, die als von der Deutschsprachigen Gemeinschaft anerkanntes „Ensemble mit besonderer künstlerischer Auszeichnung“ überregional bekannt ist.
Der Fußballverein 1. FC Hergenrath spielt in der 2. Division des EAFV (Eupener Amateur Fußballverband). Der Verein wurde 1980 gegründet, die Trikots sind schwarz-grün-weiß.

## Verkehr
Hergenrath ist mit einem Haltepunkt an der  Bahnstrecke Aachen-Lüttich an das Schienennetz der NMBS/SNCB angeschlossen. Die von 1988 bis 2007 stillgelegte Station befindet sich zwischen der Hammerbrücke und der deutschen Grenze. Sie wird seit 10. Dezember 2023 im Regionalverkehr von der Linie S 41 (S-Bahn Lüttich) angefahren. Dieser euregioAIXpress bediente zuvor den Bahnhof Spa.
| Linie | Verlauf | Takt   |
| ----- | --- | ------ |
| S 41  | Lüttich-St-Lambert – Lüttich-Guillemins – Pepinster – Verviers-Central – Welkenrath –Hergenrath – Aachen Hbf | 60 min |

Überdies liegt Hergenrath an der TEC-Buslinie 396, welche Eupen und das niederländische Vaals verbindet.
| Linie | Betreiber | Verlauf |
| ----- | --------- | --- |
| 396   | TEC       | Vaals Busstation (NL) – Gemmenich (B) – Moresnet – Kelmis – Hergenrath – Astenet – Walhorn – Kettenis – Eupen (kein AVV-Tarif) |

## Personen
- Jacques Urlus (1867–1935), Opernsänger
- Leo Wintgens (* 1938), Linguist, Hochschullehrer und Buchautor
- Jens Heppner (* 1964), deutscher Radsportler